# 백아도
백아도(白牙島)는 인천광역시 옹진군 덕적면에 있는 섬으로, 덕적군도에 속한다. 면적은 1.76km2이다. 백아도 등은 법정리 백아리(白牙里)를 구성한다.

## 딸린 섬

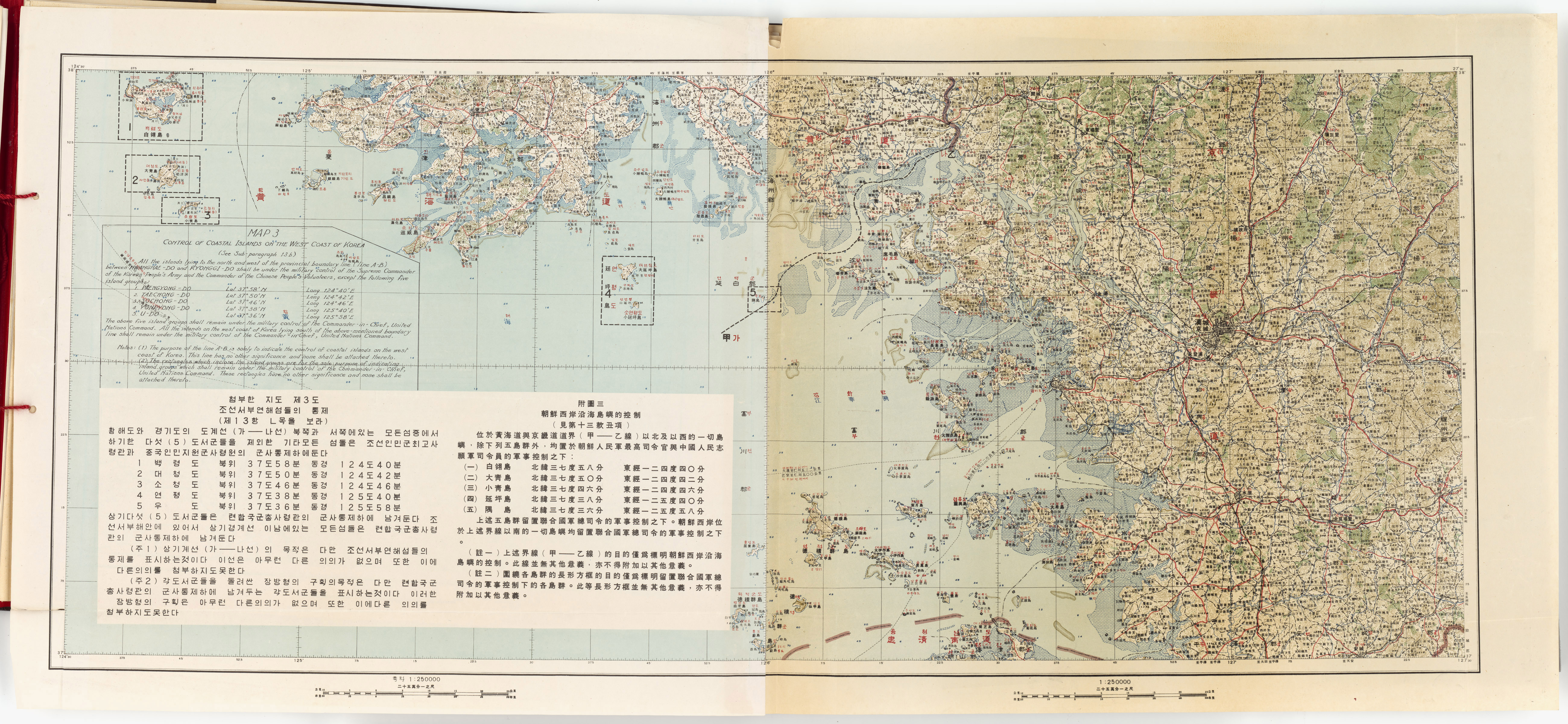
인천광역시의 섬

- 오섬
- 도량도
- 계섬(鷄島)
- 관도(冠島)
- 벌섬[1]
- 멍애섬[2]
- 부도(鳧島)
- 납도(納島)[3]
- 지도(池島)[4]
- 토끼섬[5]
- 광대도(光大島)[6]
- 울도(蔚島)[6]